# Герхард Майдел
Герхард Густав Лудвиг фон Майдел (на естонски: Gerhard Gustav Ludvig von Maydell; на руски: Гергард Людвигович Майдель) е руски изследовател и държавен служител и естонски учител.

## Произход и ранни години (1835 – 1868)
Роден е на 1 май 1835 г. в Тарту, Естония, Руска империя, в семейство на художник.
Учи в училището към катедралната църква в Талин, а през 1854 – 1858 г. следва в Университета в Тарту.
От 1861 до 1871 г. е околийски полицейски началник на Колимския край.

## Експедиция в Якутия (1868 – 1870)
През 1868 г. генерал-губернаторът на Източен Сибир му поръчва да обиколи североизточните райони на Якутия и да оцени правилата, по които се провежда панаирната търговия. Тази задача е съгласувана с Академията на науките, която му предлага едновременно с административните си задачи да извърши естествено-исторически наблюдения и включва в групата му астронома Карл Карлович Нейман и топографа П. Афонасиев.
В края на ноември 1868 г. малочисленият отряд се добира до Верхоянск и продължава на изток, като на 68º с.ш. пресича хребета Тас-Хаятах (2356 м, северната част на планината Черски). Между река Яна на запад и хребета на изток открива Янското плато. От река Селенях (845 км, ляв приток на Индигирка) с елени групата пресича Абийската низина и ниското и гористо Алазейско плато (819 m) и достига до Среднеколимск. Оттам с кучешки впрягове са спуска по замръзналата Колима и през пролетта на 1869 г. достига до устието на десния ѝ приток река Малък Анюй, където по това време се провежда голям панаир. Изследва цялото течение на река Голям Анюй (683 км), достига до изворите ѝ и продължава на югоизток към Анадирския залив, до който достига през есента. Оттам отрядът се насочва право на запад, стига до село Марково (65° с. ш. 171° и. д. / 65° с. ш. 171° и. д.), където се разделя. Нейман и Афонасиев се завръщат в басейна на река Малък Анюй. Оттам Нейман достига до устието на Колима и изследва Мечите о-ви. Афонасиев без местни водачи се отправя на югозапад по съвършено неизследвана планинска местност, пресича горните течения на реките Голям Анюй и Олой, големи десни притоци на Колима, и достига до средното течение на река Омолон при устието на река Кегали (близо до 64° с.ш.). Така той е първопроходец във високопланинските части на хребетите Анюйски, Олойски и Уш-Урекчен. Оттам с лодка се спуска до Колима, като първи картира 550-километров участък от течението на река Омолон (цялата ѝ дължина е 1114 km).
Майдел от Марково продължава на югозапад. На 168º и.д. пресича река Пенжина (713 км) и през декември 1869 г. достига до река Гижига. По пътя първи открива, пресича и картира два ниски хребета, разделени от река Оклан (десен приток на Пенжина) – на север Ичигемски (1503 м), на юг – Каменен (1085 м, сега Окланско плато). По събрани от местното население сведения нанася на карта т.нар. „Параполски дол“ – дълга (425 km) и тясна блатиста низина, простираща се между Корякските планини на изток и Пенжинския хребет на запад. В началото на 1870 г. се завръща в Марково по същия път. След като отдъхва около месец през март 1870 г. тръгва на северозапад към изворите на река Яблон (десен приток на Анадир), пресича Анюйския хребет, достига до река Малък Анюй и по нея се спуска до Нижнеколимск.
През лятото на 1870 г. целият отряд се събира в Среднеколимск, където отново се разделя. Нейман и Афонасиев се изкачват по Колима до село Зирянка (65° 44' с.ш.) и през горното течение на река Омулевка (от басейна на Колима) и Нера (десен приток на Индигирка) достигат до Оймякон, т.е. пресичат хребетите Момски и Черски.
През есента на 1870 г. Майдел пресича от юг на север по 154º и.д. Колимската низина. На 70º с.ш. проследява и картира ниското възвишение Суор-Уята и невисокия хребет Улахан-Сис (дължина 160 km, 914 m), пресича го и достига до Индигирка. Изкачва се на 100 km нагоре по нея и открива, че Улахан-Сис е отделен от Алазейското плато посредством широката около 50 km низина на река Шангина (десен приток на Индигирка). От Индигирка продължава на запад към езерото Ожогино и на запад от него, на 70º с.ш. открива Полоусното възвишение (240 km, 968 m).
Самият Майдел смята своето пътуване за неудачно. Много от неговите представи за орографията на Североизточна Азия, отхвърлени от редица по-късни изследователи, се оказват правилни, независимо от това, че са основани на оскъдни материали. Публикуваната от него книга „Путешествие по северо-восточной части Якутской области в 1868 – 1870 гг.“, Спб., 1894 – 1896, т. 1 – 2, съдържа някои неверни положения, но за първи път дава обща картина за орографията и хидрографията на този огромен регион и, по думите на Сергей Обручев, до края на 1920-те години остава единственият научен обзор за Североизточна Азия.

## Следващи години (1871 – 1894)
От 1871 до 1883 г. Майдел заема длъжността полицейски прокурор за държавните училища в Красноярска и Забайкалска губернии.
През 1884 – 1888 г. е учител в Талин, Естония.
Умира на 17 август 1894 година в района на град Кобленц, Германия, на 59-годишна възраст.